# Unterseeboot 868
L'Unterseeboot 868 (ou U-868) est un sous-marin allemand utilisé par la Kriegsmarine pendant la Seconde Guerre mondiale.

## Historique
Après sa formation à Stettin en Pologne au sein de la 4. Unterseebootsflottille jusqu'au 31 juillet 1944, l'U-868 est affecté dans une formation de combat à la base sous-marine de Lorient, dans la 2. Unterseebootsflottille. 
Devant l'avancée des forces alliées en France, pour éviter la capture, il rejoint la 33. Unterseebootsflottille à Flensbourg à partir du 1er octobre 1944.
L'U-868 est mis hors service à la reddition de l'Allemagne nazie à Bergen en Norvège, puis est convoyé à Loch Ryan le 30 mai 1945 dans le cadre de l'opération alliée de destruction massive d'U-Boote. Il est coulé le 30 novembre 1945 dans l'Atlantique Nord à la position géographique 55° 48′ N, 8° 33′ O.

## Affectations successives
- 4. Unterseebootsflottille du 23 décembre 1943 au 31 juillet 1944
- 2. Unterseebootsflottille du 1er août 1944 au 30 septembre 1944
- 33. Unterseebootsflottille du 1er octobre 1944 au 5 mai 1945

## Commandement
- Kapitänleutnant Dietrich Rauch du 23 décembre 1943 à 21 juillet 1944
- Oberleutnant zur See Eduard Turre du 22 juillet 1944 au 8 mai 1945

## Navires coulés
L'U-868 a coulé un navire de guerre canadien: le HMCS Guysborough de 672 tonneaux le 17 mars 1945 au cours de la 2e et dernière patrouille qu'il effectua.